# Gheorghe Roman (sportiv)
Gheorghe Roman (n. 1948 – d. 22 noiembrie 2007) a fost un sportiv român. A fost jucător și mai apoi antrenor al echipei naționale de baschet a României, președinte al Clubului Sportiv Universitatea Cluj și decan al Institutului de Educație Fizică și Sport din cadrul Universității Babeș-Bolyai din Cluj.
Roman a decedat în urma unui accident de mașină care s-a petrecut pe Valea Bugății, lângă localitatea Măieruș. Autovehiculul, condus de vicepreședintele Clubului Sportiv Universitatea Cluj, Cristian Voievod, a derapat pe o porțiune de asfalt acoperită de gheață și s-a izbit într-un parapet. Impactul i-a fost fatal lui Gheorghe Roman, care a decedat pe loc.